# Gat del desert xinès
El gat del desert xinès (Felis bieti), és un petit felí de l'oest de la Xina. És l'espècie menys coneguda del gènere Felis, els gats comuns.
Un estudi de l'any 2007, trobà que es tracta probablement d'una subespècie de gat salvatge. En el cas que fos cert, el seu nom passaria a ser Felis silvestris bieti. En canvi, alguns experts consideren les subespècies de gat salvatge chutuchta i vellerosa, com a subespècies del gat del desert xinès.

## Descripció
Excepte pel color del seu pelatge, aquest felí s'assembla físicament al gat salvatge europeu. La longitud del cos i del cap varia entre 68,6 i 83,8 centímetres, i té una cua que mesura entre 29,2 i 40,6 centímetres. El pes d'un adult pot oscil·lar entre els 6,5 i 9 quilograms. Tenen un crani relativament ample, i uns pèls llargs entre els coixinets de les peus.
El pelatge té un color terrós, amb els pèls de la capa exterior foscos i els de la cap interior blanquinosos. Les potes i la cua tenen anells de color negre. A més tenen tènues línies fosques horitzontals al rostre i les potes, que amb prou feina són visibles. Les orelles i la cua tenen punts negres. La cua també té algunes franges fosques.

## Distribució i hàbitat
El gat del desert xinès és una espècie endèmica de la Xina amb una limitada àrea de distribució al nord-est de l'altiplà del Tibet, a Qinghai, i al nord de Sichuan. Viu en boscos amb escassos arbres i matollars, i ocasionalment a l'autèntic desert. Es troba en alçades compreses entre 2.800 i els 4.100 metres. A la frontera entre la Xina i el Tibet, és on se l'ha vist a més altitud.

## Comportament
Són animals principalment nocturns, que segons els informes estan actius des del vespre fins a la matinada en captivitat, i d'hora al matí i de nit a la natura. No són animals socials, ja que no se'ls ha vist viatjant en grups, i els mascles i les femelles viuen separats. Els caus habitats per femelles són més profunds i més segurs que els dels mascles, i tenen una sola entrada.

## Dieta
Aquesta espècie s'alimenta principalment de rosegadors, com la rata talp asiàtica, la pica i el talp d'Assam. També són coneguts per caçar ocells, inclosos els faisans. En investigacions prèvies, es descobrí que caçaven rates talp escoltant els sons dels seus moviments a través dels seus túnels subterranis, a entre 3 i 5 centímetres per sota de la superfície. Un cop localitzades les rates talp, cavaven el terra i les capturaven. Aquests gats tenen grans orelles i pavellons auditius, el que suggereix que aquests es basen en gran manera en l'audició per a la localització de preses.

## Reproducció
La temporada d'aparellament generalment té lloc entre el gener i el març, i les cries neixen normalment al maig en caus. La mida mitjana de les ventrades oscil·la entre 2 i 4 cries, les quals són independents de la mare, entre el setè i vuitè més d'edat.

## Història
L'espècie fou descrita per primer cop el 1892 a partir d'espècimens capturats per Félix Biet. Fins al 2007, només es coneixien 6 individus, tots ells vivint en parcs zoològics xinesos, i unes poques pells als museus. A Sichuan, l'estiu d'aquell mateix any es van realitzar algunes fotografies per mitjà de trampes amb càmeres.

## Estat de conservació
Aquesta espècie de gat està protegida a la Xina, encara que segueix en perill a causa de l'enverinament de les piques, la seva principal presa. Aquests enverinaments provoquen la mort no intencionada d'individus d'aquesta espècie, a més de disminuir el nombre preses de les que s'alimenta.